# Blepharella vasta
Blepharella vasta är en tvåvingeart som först beskrevs av Karsch 1886.  Blepharella vasta ingår i släktet Blepharella och familjen parasitflugor. Inga underarter finns listade i Catalogue of Life.